# Acanthoscelidius tarsalis
Espèce
Acanthoscelidius tarsalis est une espèce d'insectes coléoptères appartenant à la famille des Curculionidae.